# Selca
Selca es un municipio situado en la isla de Brač en Croacia en el Condado de Split-Dalmacia. Tiene una población de 1.804 habitantes (censo de 2011), de los que el 97.17% son croatas.
El municipio lo conforman los pueblos: Novo Sela, Povlja, Selca y Sumartin.

## Etimología
Durante el dominio veneziano, Selca era llamada Selza della Brazza en italiano.

## Situación
Selca es el municipio más oriental de la isla de Brac en Dalmacia central, en el sur de Croacia. El pueblo de Selca se localiza en el interior de la isla, a aproximadamente a un kilómetro de la costa, y a una altitud de 114 metros sobre el nivel del mar.

## Turismo
El centro urbano de Selca se conserva muy parecido a como fue en sus orígenes, en la Edad Media. Entonces el núcleo lo habitaba una pequeña comunidad de pastores que vivían en humildes casas en aldeas desperdigadas. A día de hoy algunas de ellas todavía se pueden visitar algunas de ellas son Smercevik, Osritke, Nakal, Nagorinac, Nadsela y Zagdovzd. Estos lugares dan una imagen más fiel de los principios del asentamiento de la isla. Además dentro del pueblo, se puede visitar el primer monumento dedicado al escrito León Tolstói. Otros edificios que se conservan son:
- La iglesia del Cristo Rey (católica)

- Iglesia de Notre Damme du Carmel
- Iglesia de San Lorenzo

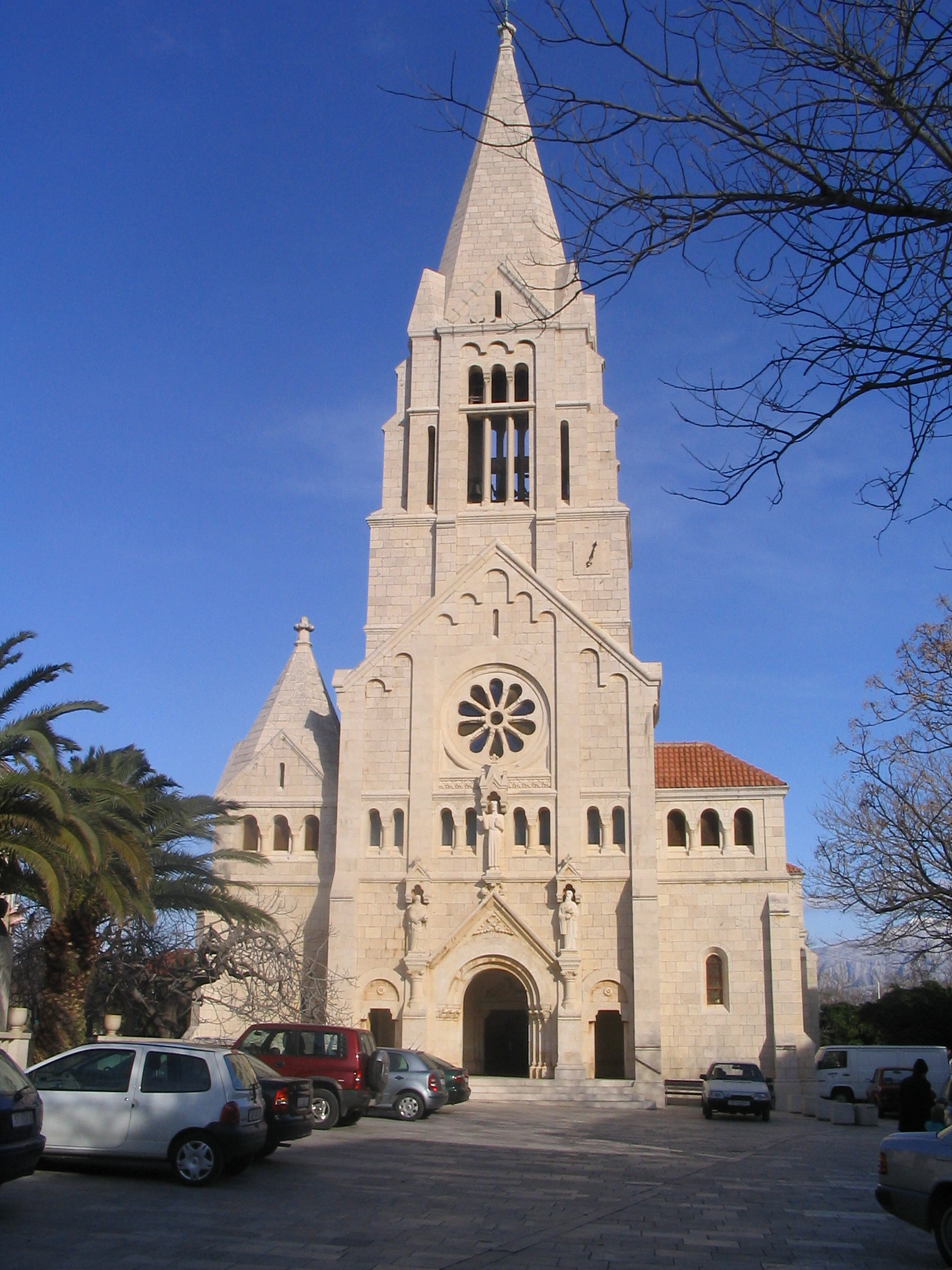
Iglesia del Cristo Rey

- Casa del escritor eslovaco Martin Kukucin (actualmente el Hotel de la Ciudad)